# Jens Napãtôk
Jens Napãtôk (grönländska: Jens Napãtôᴋ eller Jens Napaattooq), född 1966 på Grönland, grönländsk politiker (Si), infrastrukturminister 2004–2005.
Han blev 2008 dömd till fängelse efter anklagelser om oegentligheter med representationspengar.